# Rio Vista (Kalifornia)
Rio Vista – miasto w Stanach Zjednoczonych, w stanie Kalifornia, w hrabstwie Solano, nad rzeką Sacramento. Według spisu ludności przeprowadzonego przez United States Census Bureau w roku 2010, w Rio Vista mieszkało 7360 osób.